# Jiří Drahoš
Jiří Drahoš (ur. 20 lutego 1949 w Czeskim Cieszynie) – czeski chemik i nauczyciel akademicki, specjalista w zakresie chemii fizycznej, profesor, w latach 2009–2017 prezes Akademii Nauk Republiki Czeskiej (AV ČR), kandydat w wyborach prezydenckich, senator.

## Życiorys
Urodził się jako syn nauczyciela i pielęgniarki, wychowywał się w Jabłonkowie. W 1972 ukończył studia z zakresu chemii fizycznej w VŠCHT w Pradze. Odbył służbę wojskową, następnie w 1973 związał się z instytutem procesów chemicznych (ÚCHP) w ramach Czechosłowackiej Akademii Nauk. W 1977 uzyskał stopień kandydata nauk, po czym pozostał pracownikiem naukowym ÚCHP. Pełnił funkcje wicedyrektora (1992–1995) i dyrektora (1996–2003) instytutu. W połowie lat 80. jako stypendysta Fundacji im. Alexandra von Humboldta pracował na Uniwersytecie Gottfrieda Wilhelma Leibniza w Hanowerze. W 1994 został również wykładowcą macierzystej uczelni, w 1999 doktoryzował się w VŠCHT w zakresie inżynierii chemicznej. W 2003 został profesorem.
W latach 2005–2008 pełnił funkcję wiceprezesa Akademii Nauk Republiki Czeskiej. W 2009 wybrany na jej prezesa, zajmował to stanowisko przez dwie kadencje do 2017. Jest współautorem 14 patentów.
Autor około 70 publikacji naukowych, członek m.in. Academia Scientiarum et Artium Europaea, a także różnych krajowych i zagranicznych towarzystw naukowych. Od 2006 do 2009 przewodniczył Europejskiej Federacji Inżynierii Chemicznej. W 2006 wyróżniony tytułem doktora honoris causa Słowackiego Uniwersytetu Technicznego w Bratysławie.
W marcu 2017, wkrótce po zakończeniu prezesury w AV ČR, zadeklarował zamiar wystartowania w wyborach prezydenckich w 2018. 3 listopada 2017 przedłożył do Ministerstwa Spraw Wewnętrznych ponad 142 tysięcy podpisów obywateli pod swoją kandydaturą. W pierwszej turze głosowania z 12 i 13 stycznia otrzymał 26,6% głosów, zajmując 2. miejsce wśród 9 kandydatów. Przeszedł do drugiej tury z ubiegającym się o reelekcję Milošem Zemanem, którego poparło 38,6% głosujących. W głosowaniu z 26 i 27 stycznia otrzymał 48,6% głosów, przegrywając ze swoim konkurentem.
W październiku tego samego roku kandydował do Senatu Republiki Czeskiej w jednym z praskich okręgów (jego kandydaturę formalnie wystawiło ugrupowanie Burmistrzowie i Niezależni, poparły go również inne partie centroprawicowe). Uzyskał mandat senatora, wygrywając już w pierwszej turze głosowania. Z powodzeniem ubiegał się o senacką reelekcję w 2024 (zwyciężając tym razem w drugiej turze).

## Odznaczenia
W 2012 został odznaczony Medalem Za Zasługi I klasy.